# Парашутизм
Парашутизм (або скайдайвинг від англ. sky diving — в буквальному перекладі «пірнання з небес») — один з видів авіаційного спорту, заснований на використанні  парашутів.
Мета та завдання скайдайвінгу постійно змінювались. Якщо спочатку парашут призначався для рятування життя, пізніше він став важливим елементом підготовки десанта.
Сучасний парашутний спорт включає в себе як дії зв'язані з точним пілотуванням купола, точність приземлення і свуп, так і різні артистичні види спорту типу фрістайлу перегрупування у вільному падінні, як групова акробатика та фріфлай.

## Історія

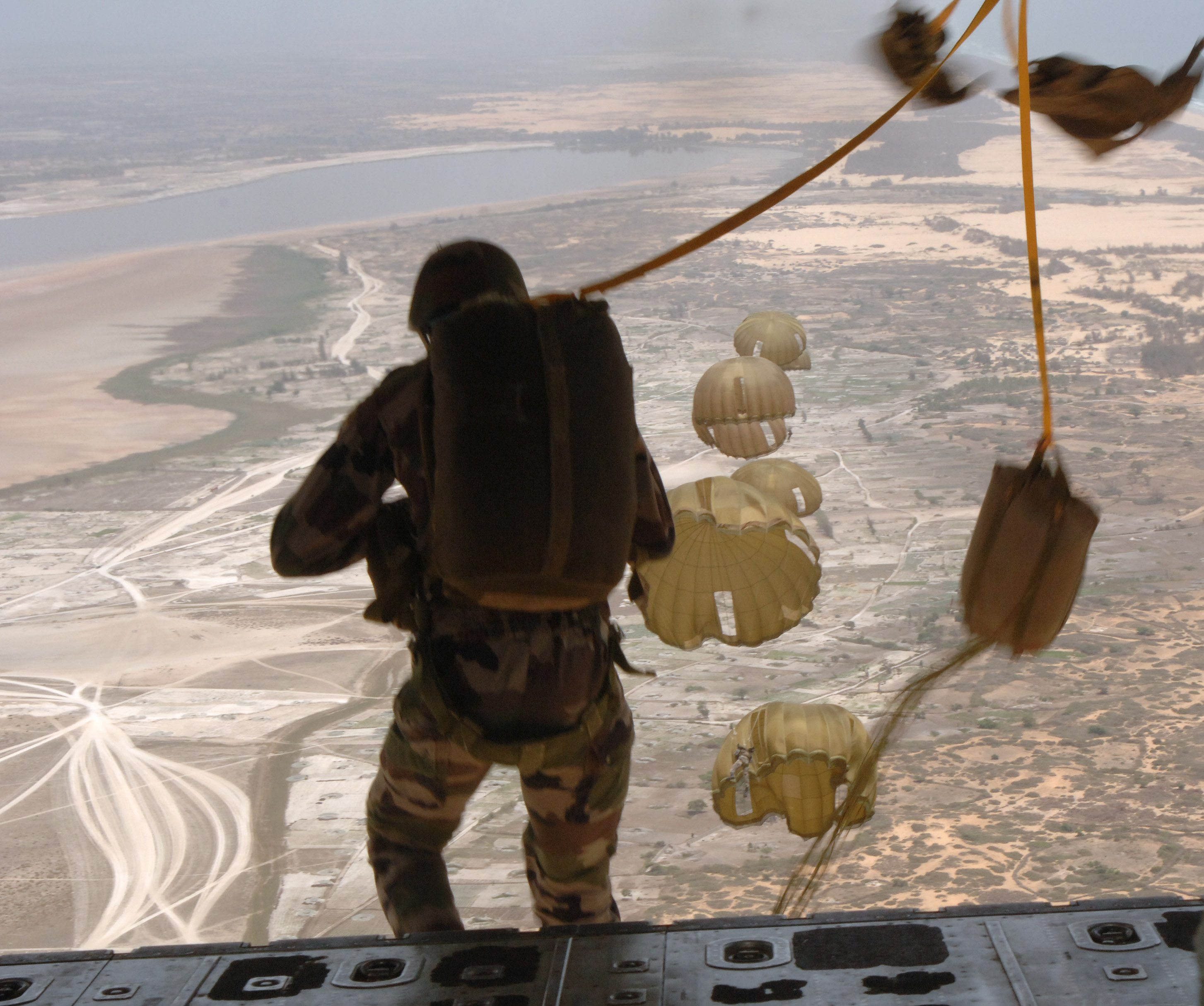
Сенегальський військовий парашутист перед стрибком над Дакаром

Парашут — від французького parachute (від грецького para — «проти» і французького chute — «падати») — пристрій для гальмування об'єкту за рахунок опору атмосфери. Використовують для безпечного спуску з висоти людей, вантажів, космічних апаратів, зменшення пробігу при посадці літаків, зменшення пробігу при гальмуванні надшвидких автомобілів і т. ін.
Вперше ідея парашута прийшла Леонардо да Вінчі. У його рукописах є текст: «Якщо у людини є намет з накрохмаленого полотна, кожна сторона, якій має дванадцять ліктів завширшки і стільки ж у висоту, він може кинутися з будь-якої висоти, не піддаючи себе при цьому якійсь небезпеці».
Це перша згадка про безпечний спуск з висоти. Інший італійський учений Фауст Веранчіно, на початку сімнадцятого століття описав апарат для опускання людини, дуже схожий на винахід Леонардо да Вінчі.
Ще один француз Жан Думье в 1777 році був засуджений до смертної кари. Він повинен був стати випробувачем літаючого плаща професора Фонтанж. У разі вдалого експерименту, йому було обіцяне життя. Він виконав стрибок з даху тюремної вежі і залишився в живих.
У ХХ-му столітті почала розвиватися авіації.
Терміново потрібні парашути для льотчиків.
Парашути старої конструкції були дуже громіздкі і не могли застосовуватися в авіації.
Спеціальний парашут — ранцевий, м'який — сконструював винахідник Гліб Євгенович Котельников.
23 червня 1927 на Ходинському аеродромі вперше застосував рятувальний парашут льотчик-випробувач М. М. Громов.
Він ввів машину в штопор (зниження літака по крутій низхідній спіралі малого радіусу), вийти зі штопора не зміг, і на висоті 600 м вистрибнув з літака.
26 липня 1930 група військових льотчиків вперше виконала стрибки з багатомісного літака.
Цей день вважається початком масового розвитку парашутизму в СРСР.

## Види парашутного спорту
- Класичний парашутизм
- Групова акробатика[en]
- Купольна акробатика[en]
- Фрістайл[en]
- Фріфлай
- Скайсерфінг
- Свуп
- Бейсджампінг
- Польоти в вінгс'юті
- Парашутно-атлетичне багатоборство

## Зовнішні посилання
Парашутизм у Вікімандрах